# Louis E. McComas
Louis Emory McComas, född 28 oktober 1846 nära Hagerstown, Maryland, död 10 november 1907 i Washington, D.C., var en amerikansk republikansk politiker och jurist. Han representerade delstaten Maryland i båda kamrarna av USA:s kongress, först i representanthuset 1883-1891 och sedan i senaten 1899-1905.
McComas utexaminerades 1866 från Dickinson College. Han studerade sedan juridik och inledde 1868 sin karriär som advokat i Maryland. Han kandiderade 1876 utan framgång till USA:s representanthus. Han kandiderade 1882 på nytt och vann. Han omvaldes 1884, 1886 och 1888. Han besegrades sedan i kongressvalet 1890 av demokraten William McMahon McKaig.
McComas tjänstgjorde som domare i District of Columbias högsta domstol 1892-1899. Han undervisade även i internationell rätt vid Georgetown University. Han efterträdde 1899 Arthur Pue Gorman i USA:s senat. Han efterträddes 1905 av Isidor Rayner.
McComas var lutheran. Han gravsattes på Rose Hill Cemetery i Hagerstown.